# Gnadenbild Unserer Lieben Frau von der immerwährenden Hilfe

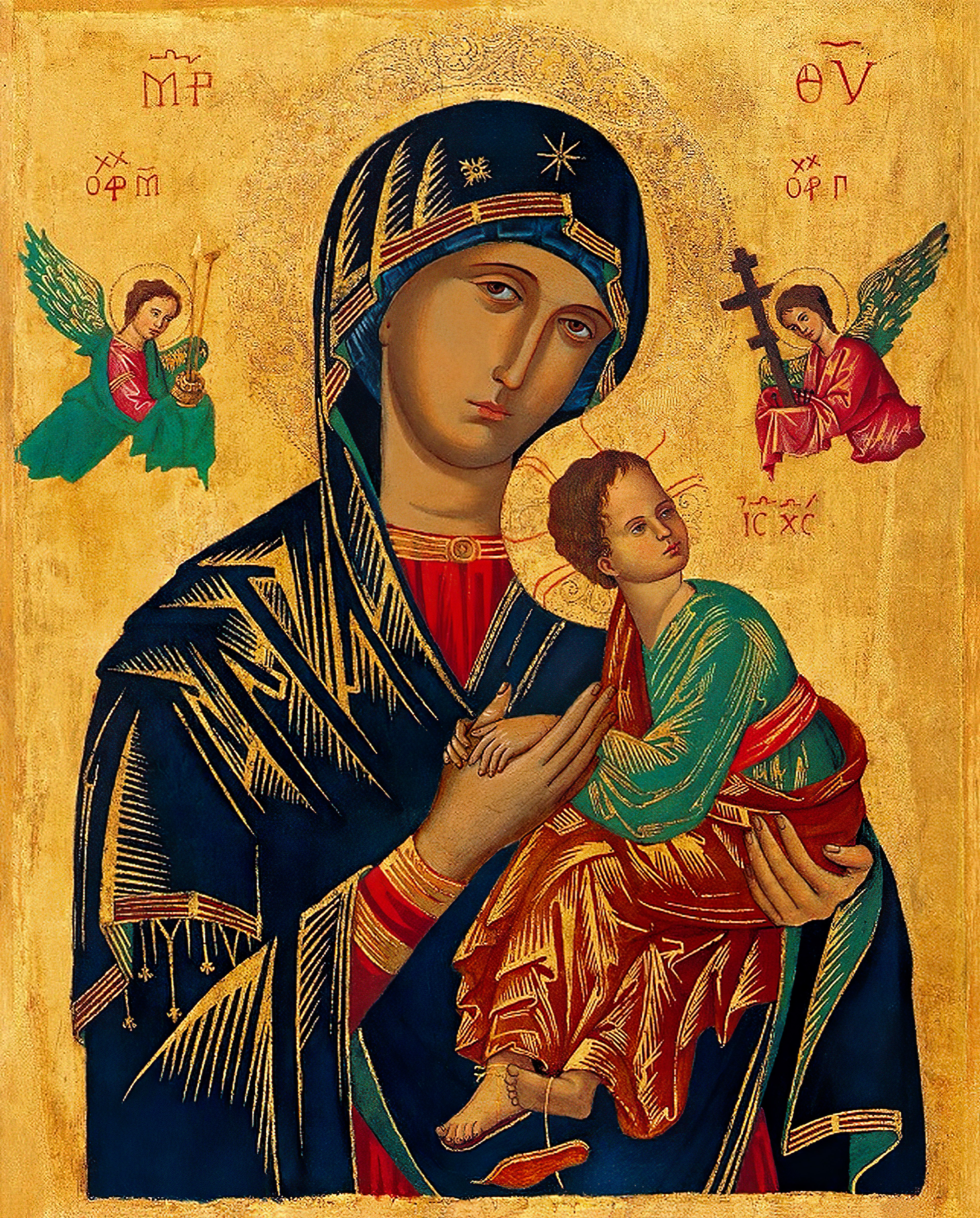
Das Gnadenbild „Unserer Lieben Frau von der immerwährenden Hilfe“

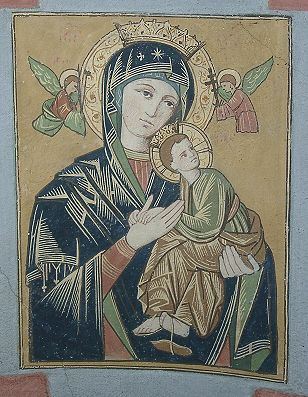
Kopie des Gnadenbildes in Vilsbiburg, gemalt von Max Schmalzl, 1872

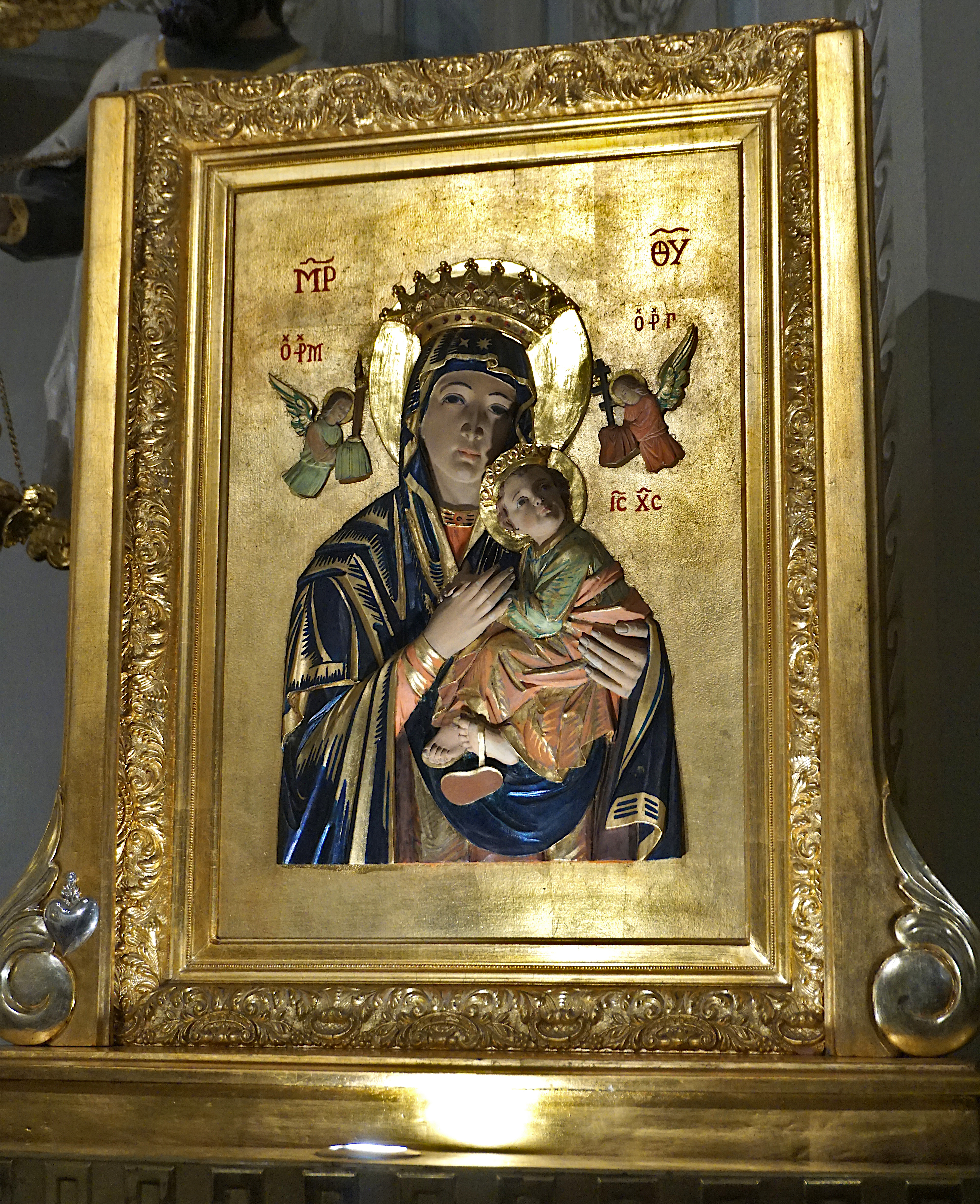
Das Gnadenbild als Relief in der Kathedrale von Gnesen

Das Gnadenbild Unserer Lieben Frau von der immerwährenden Hilfe ist ein weit verbreitetes Gnadenbild und eine weltbekannte Mariendarstellung. Das Original aus dem 14. Jahrhundert stammt vermutlich von der Insel Kreta (Kretische Schule). Die Ikone misst 41,5 × 53 cm und ist auf Nussbaumholz gemalt. Nach wechselnden Standorten wurde das Bild 1867 von Papst Pius IX. dem Redemptoristenorden für seine römische Kirche Sant’ Alfonso anvertraut, wo es seither den Hochaltar schmückt. Die Redemptoristen trugen durch ihre volksmissionarische Tätigkeit entscheidend zur Verbreitung des Bildes bei.

## Beschreibung
Die Gottesmutter ist auf Goldgrund dargestellt. Sie trägt ein rotes Unter- und ein dunkelblaues glänzendes Obergewand mit einem Stern auf dem Kopfschleier; diesen umgibt der Heiligenschein. Die griechischen Abbreviaturen „MP“ und „ΘY“ für die Wörter „Mutter“ und „Gottes“ auf beiden Seiten kennzeichnen sie als „Mutter Gottes“ (Μήτηρ Θεού). Auf dem linken Arm trägt sie das in Grün und Gold gekleidete Jesuskind. Das Haupt des Kindes ist mit einem Kreuznimbus umgeben, rechts daneben steht die Abbreviatur „IC-XC“ für den Namen „Jesus Christus“ (Ἰησοῦς Xριστός).
Das Kind wird von der linken Hand der Mutter gehalten und greift mit beiden Händen nach ihrer rechten. Sein Kopf ist jedoch abgewandt, und der Blick geht zu dem Kreuz hinüber, das der Erzengel Gabriel trägt. Wie durch eine Bewegung vorahnenden Erschreckens hat sich von dem einen Fuß die Sandale gelöst und fällt zu Boden. Heraldisch rechts des Marienhauptes, Gabriel gegenüber, schwebt der Erzengel Michael. Beide Engel tragen in verhüllten Händen die Leidenswerkzeuge Christi. Auch sie sind durch griechische Buchstaben gekennzeichnet.

## Verbreitung
Das Gnadenbild wurde in abweichenden Farbtönen und unterschiedlichen Größen immer wieder gemalt und zählt zu den verbreitetsten Mariendarstellungen. Eine bekannte Kopie schuf der bayerische Redemptorist Max Schmalzl 1872 als Deckengemälde in der Klosterkapelle zu Vilsbiburg.
In Deutschland wurde dieses Gnadenbild u. a. durch Wilhelm Emmanuel von Ketteler bekannt gemacht, der es vom Ersten Vatikanischen Konzil aus Rom mitbrachte und als Kopie auf seinem Grab in Mainz aufstellen ließ. In vielen Kirchen aus dem späten 19. und frühen 20. Jahrhundert finden sich Kopien des Bildes, als Druck wurde und wird es vervielfältigt und für die häusliche Andacht verwendet. 
Seit 1882 ist Unsere Liebe Frau von der immerwährenden Hilfe (französisch: Notre-Dame du Perpétuel Secours) die Patronin Haitis. Im Winter 1881/1882 wüteten dort die Pocken. Der Erzbischof von Port-au-Prince, Alexis-Jean-Marie Guilloux, und der Pfarrer an der dortigen Kathedrale, François-Marie Kersuzan, stellten am 5. Februar 1882 das Bild der Muttergottes von der immerwährenden Hilfe auf. Die Zahl der Todesfälle sank binnen kurzem, und die Gläubigen begannen, das wundertätige Bild aufzusuchen. Kopien und Drucke der Ikone finden sich in zahlreichen haitianischen Kirchen. Ihr Fest ist ein von der haitianischen Bischofskonferenz gebotener Gedenktag und wird am 27. Juni gefeiert.